# Blackfriars Theatre
Blackfriars Theatre era un teatro privato allestito nel 1596, durante l'età elisabettiana, da Richard Burbage ricavandolo da un ex-monastero londinese poi confiscato da Enrico VIII per via dell'abolizione della Chiesa cattolica e utilizzato nel XVI e XVII secolo per gli spettacoli dei boy-actors. La struttura misurava 31 x 14 metri.
Fu preso in locazione nel 1608 dai The King's Men, la compagnia di William Shakespeare, diventando il teatro di Shakespeare e della sua compagnia come alternativa invernale al teatro pubblico all'aperto Globe.
L'attività teatrale proseguì fino al 1642, quando venne chiuso a causa della Guerra civile. Successivamente venne demolito il 6 agosto 1655.